# Gary O'Reilly
Gary Mills O'Reilly (Isleworth, 21 maart 1961) is een Engels voormalig betaald voetballer. O'Reilly was een centrale verdediger die tussen 1979 en 1992 voor Tottenham Hotspur, Brighton & Hove Albion en Crystal Palace uitkwam. Hij verloor de finale van de FA Cup met Crystal Palace in 1990. O'Reilly scoorde het openingsdoelpunt van de eerste wedstrijd met een kopbal (3–3), maar tegenstrever Manchester United won de replay met 0–1 dankzij Lee Martin.

## Carrière
O'Reilly speelde voor Tottenham van 1979 tot 1984. De club versloeg RSC Anderlecht in de finale van de Europacup III in 1984. Echter verliep zijn periode bij Spurs anoniem voor hem. Hij speelde niet mee in de finale tegen Anderlecht. In 5 seizoenen bij Spurs speelde hij 45 competitiewedstrijden. In 1984 verliet hij White Hart Lane. Van 1984 tot 1987 stond de verdediger onder contract bij Brighton & Hove Albion. Aan het einde van zijn loopbaan keerde hij terug naar deze club. Vanaf 1987 verdedigde hij de kleuren van Crystal Palace, waarmee hij dus de finale van de FA Cup verloor in 1990. In 1991 verliet hij Crystal Palace, waarna hij voor Birmingham City uitkwam op huurbasis van Palace. O'Reilly beëindigde zijn loopbaan op 31-jarige leeftijd als speler van Brighton & Hove Albion, waar hij dus eerder al speelde van 1984 tot 1987. 